# Genera et species plantarum
Genera et species plantarum (abreviado Gen. Sp. Pl.) es un libro con ilustraciones y descripciones botánicas que fue escrito por el eminente botánico español, que fue director del Real Jardín Botánico de Madrid, Mariano Lagasca. Fue publicado en el año 1816 con el nombre de Genera et species plantarum, quae aut novae sunt aut nondum recte cognoscuntur.